# دان ديكو
دان ديكو (بالإنجليزية: Dan Dickau)‏ مواليد 16 سبتمبر 1978 في بورتلاند، هو لاعب كرة سلة أمريكي سابق بدأ مسيرته الاحترافية في سنة 2002. لعب مع عدة فرق في الرابطة الوطنية لكرة السلة كأتلانتا هوكس ودالاس مافيريكس اعتزل اللعب في 2010 وتحول إلى مذيع كرة سلة.

## روابط خارجية
- دان ديكو على موقع إن بي أي (الإنجليزية)
- دان ديكو على موقع سبورتس رفرنس (الإنجليزية)
- دان ديكو على موقع كرة السلة الأوروبية.كوم (الإنجليزية)
- دان ديكو على موقع كلية كرة السلة في سبورتس رفرنس.كوم (الإنجليزية)
- دان ديكو على موقع ريلجم (الإنجليزية)
- دان ديكو على موقع بروبوليرز (الإنجليزية)
- دان ديكو على موقع سبورتس رفرنس (الإنجليزية)